# Гундиох

Королевство бургундов в V веке

Гундиох (Гундевех; лат. Gundiohus; умер в 473) — король бургундов, правил в 436 — 473 годах. Основал Бургундское королевство в Сабаудии (Савойе) со столицей в Женеве. При Гундиохе королевская власть укрепилась в тесном союзе с галло-римской аристократией, представители которой в Бургундском королевстве занимали высокие государственные должности.

## Биография
После смерти императора Авита в 456 году бургунды, воспользовавшись неустойчивостью сложившихся отношений, стали постепенно расширять свою территорию к югу, вниз по Роне.
По договоренности с галло-римской сенаторской аристократией этой области, они заняли часть провинций Лугдунензис и Максима Секванорум, в 457 году — захватили Лион. С вестготами их в этот период связывали дружественные отношения. В 456—457 годах бургундские вспомогательные отряды под командованием королей Гундиоха и Хильперика I сражались на стороне вестготского короля
Теодориха II со свевами в Испании. В 458 году Лион был вновь взят западно-римскими войсками под командованием императора Майориана и городу пришлось уплатить большую дань. Однако с 461 года Лион окончательно перешёл к бургундам и стал новой столицей королевства.
Папа римский Гиларий называл короля Гундиоха, несмотря на то, что тот был арианином, «сыном нашим».
После убийства Майориана (461 год) бургунды вновь воспользовались политической слабостью Рима и сумели распространиться дальше на юг. В 463 году они уже в Ди, в 466 году — в Отене, а между 470 и 474 годами — они осели в Вьенне и в Вэзоне. В этот период отношения между вестготами и бургундами испортились в результате борьбы за Прованс и вестготы сохранили господство над Провансом. В 472—474 годах бургундские отряды вместе с галло-римской аристократией защищали от нападения вестготов Овернь. Примерно с 474 года бургунды постепенно продвинулись к северу от Женевского озера, в 479 году они взяли Дижон, затем Безансон, а в 485 году — Лангр.
После смерти Гундиоха Бургундское королевство было разделено между его братом и его четырьмя сыновьями — Гундобадом, Годомаром I, Хильпериком II и Годегизелем.